# Ligustrum robustum
Ligustrum robustum är en syrenväxtart som först beskrevs av William Roxburgh, och fick sitt nu gällande namn av Carl Ludwig von Blume. Ligustrum robustum ingår i släktet ligustrar, och familjen syrenväxter. Utöver nominatformen finns också underarten L. r. walkeri.

## Bildgalleri

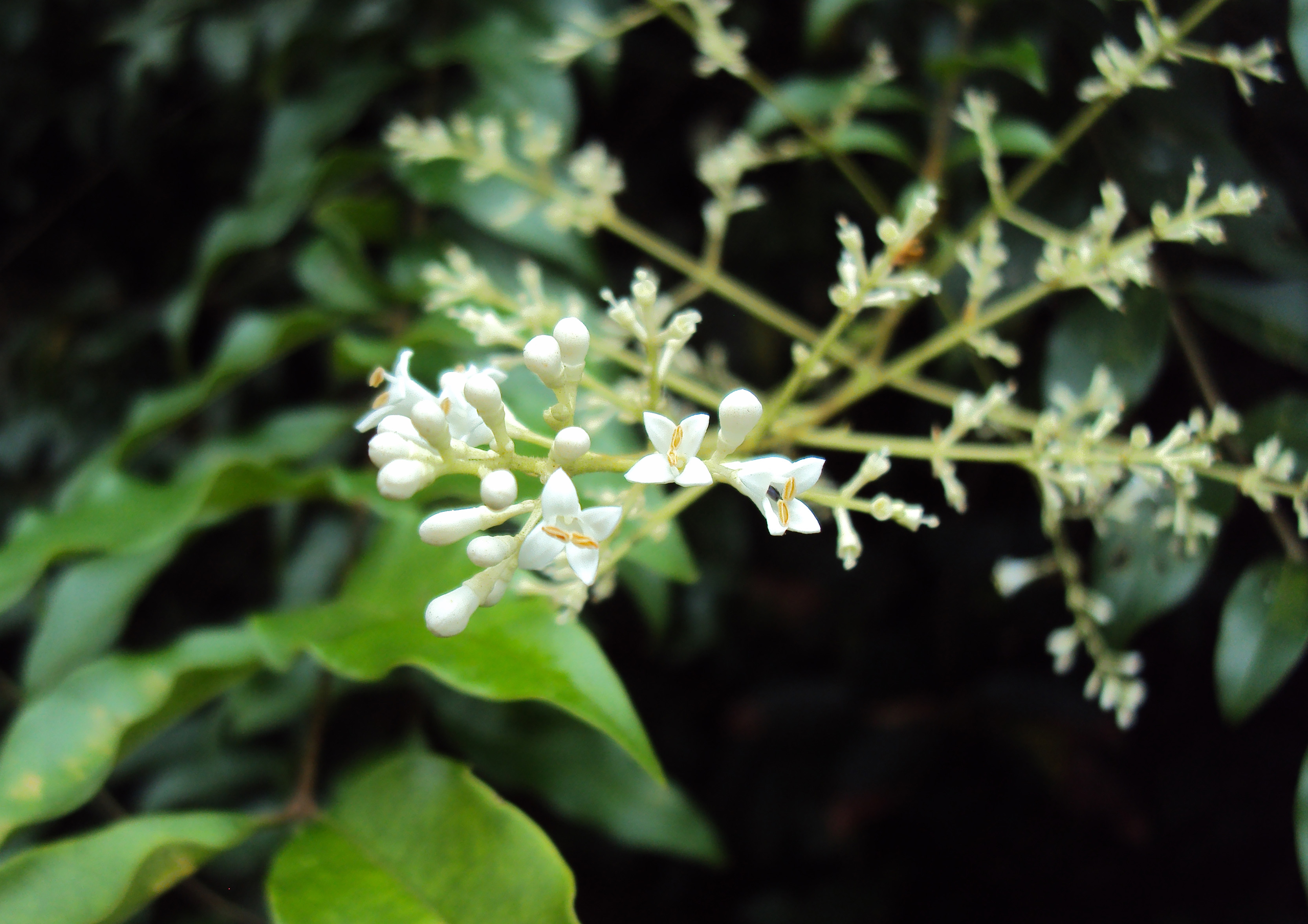
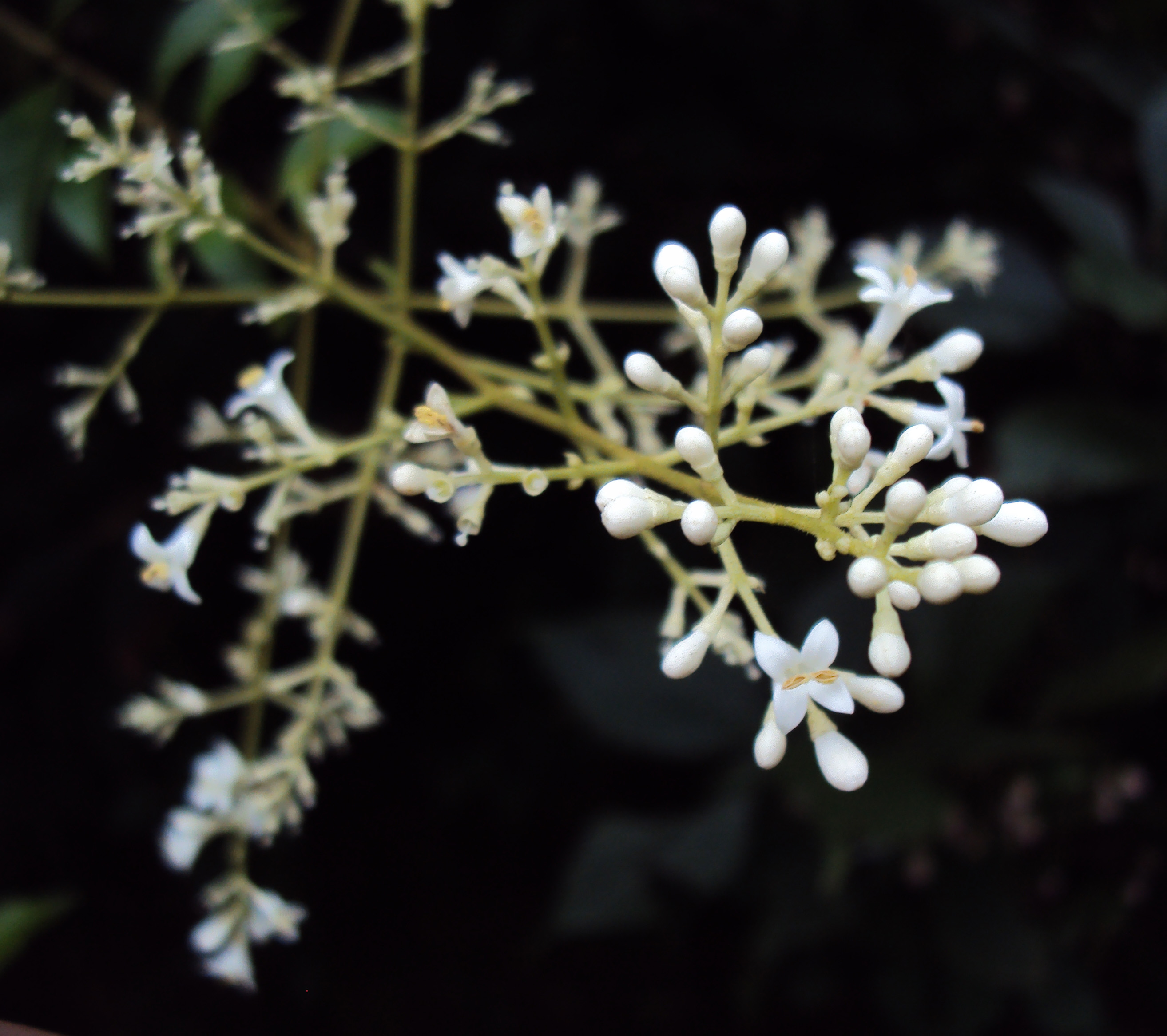
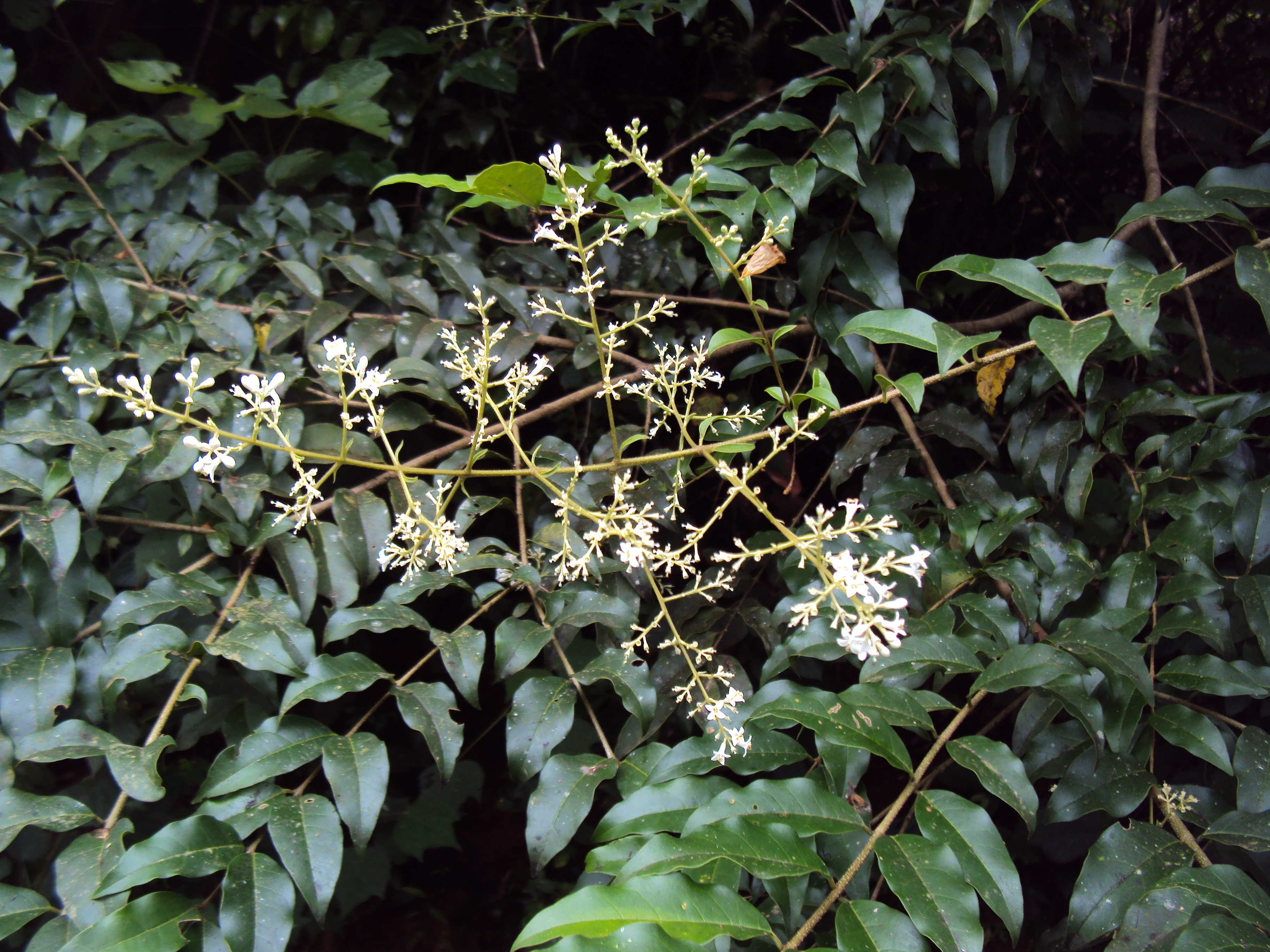
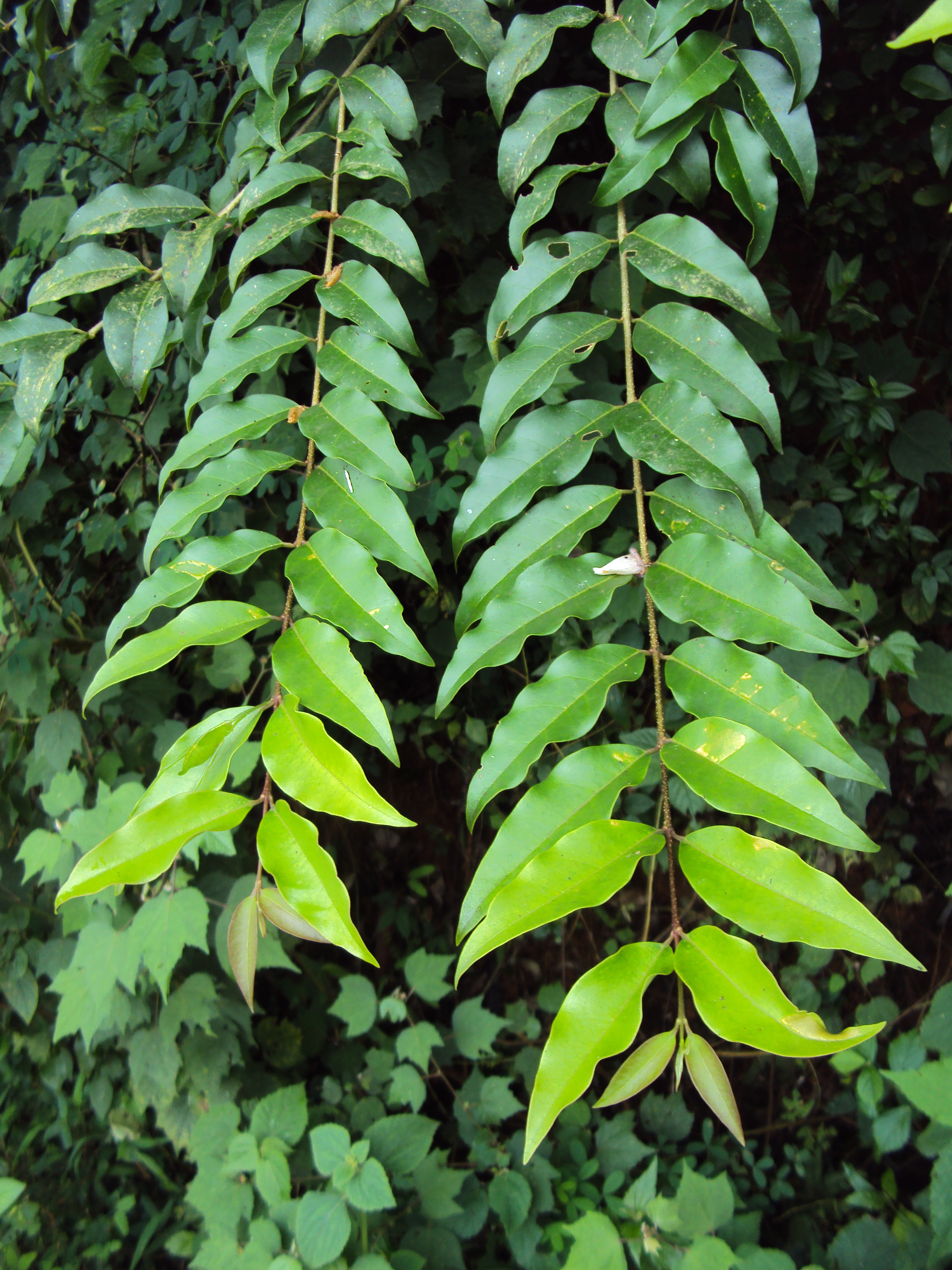
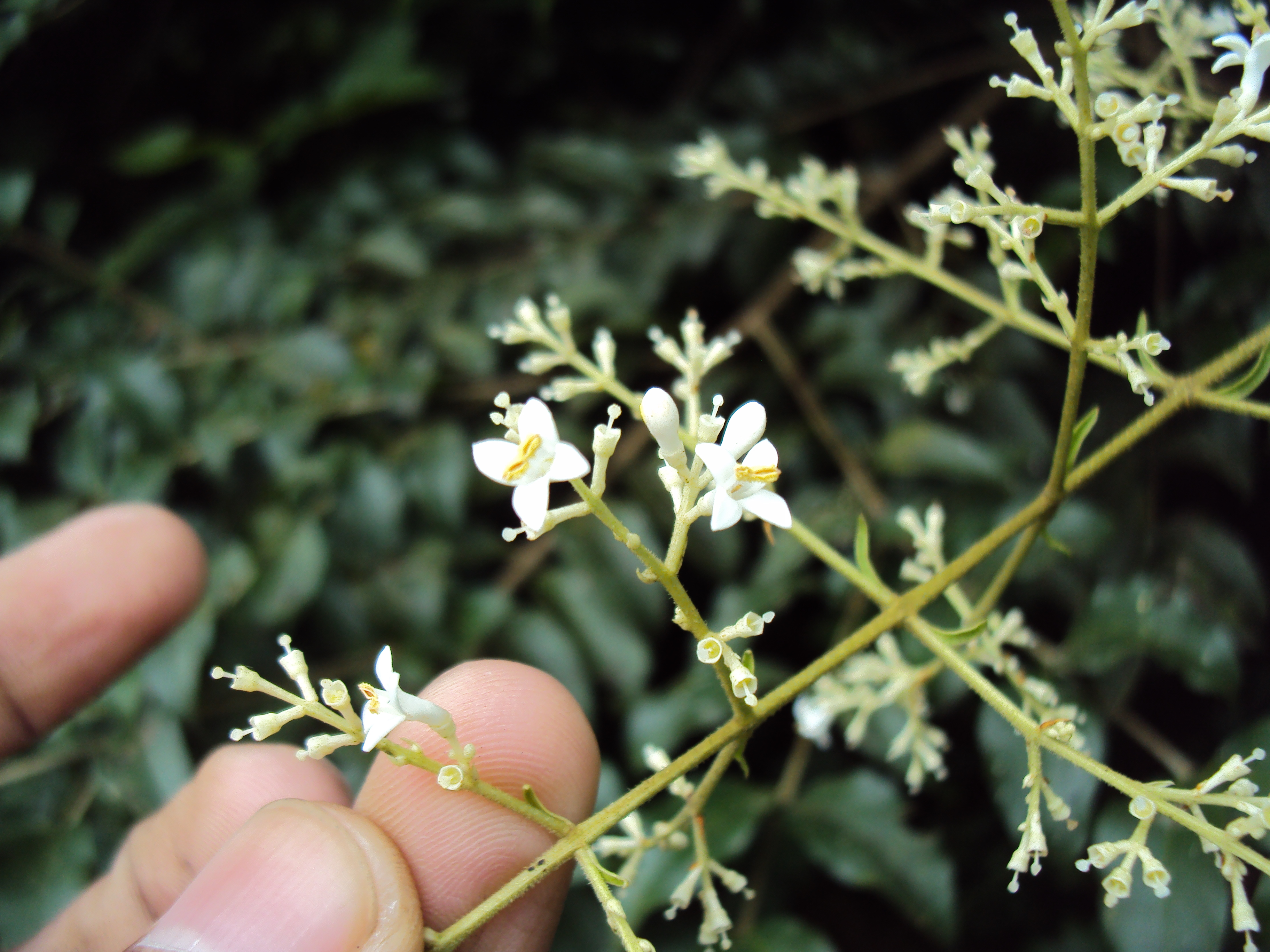
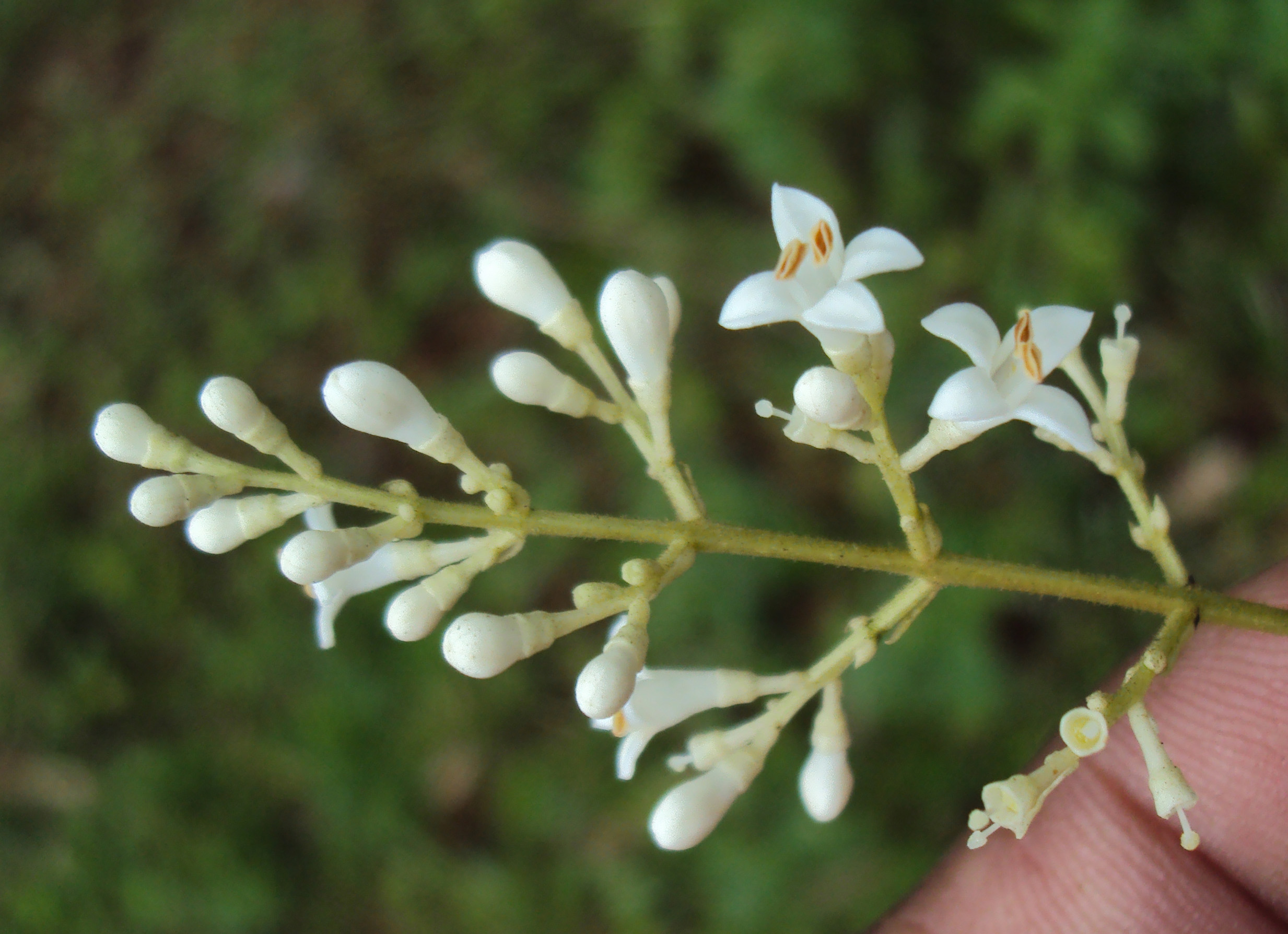